# Michael Stanhope (cónego)
Michael Stanhope DD (falecido em 1737) foi um cónego de Windsor de 1730 a 1737.

## Carreira
Stanope foi nomeado:
- Prebendário de Oxgate em St Paul's 1711 - 1737
- Reitor da Igreja de Santa Maria, East Leake 1717

Stanhope foi nomeado para a sexta bancada na Capela de São Jorge, Castelo de Windsor em 1730 e ocupou a canonaria até 1737.